# NGC 6398
NGC 6398 ist eine 12,5 mag helle Balkenspiralgalaxie vom Hubble-Typ SBa im Sternbild Pfau und etwa 235 Millionen Lichtjahre von der Milchstraße entfernt. 
Sie wurde am 7. Juli 1836 von John Herschel mit einem 18-Zoll-Spiegelteleskop entdeckt, der dabei „eF, S, R, almost certain it is not a small double star. Definition much improved. It is certainly a nebula and, with long attention, I see another, still fainter, exactly on parallel, and 30 seconds following“ notierte. Das zweite genannte Objekt ist NGC 6403.